# Simon Pierre Tchoungui
Simon Pierre Tchoungui (Camerun, 28 ottobre 1916 – Yaoundé, 23 luglio 1997) è stato un politico camerunese.
È stato Primo ministro del Camerun orientale dal novembre 1965 fino al giugno 1972, quando nacque la Repubblica del Camerun.
Ha anche ricoperto le cariche di Ministro federale della salute pubblica (1961-1964; 1965-1972) e Ministro federale dell'economia nazionale (1964-1965).